# Kraft Müller
Kraft Müller (* um 1503 in Schlettstadt; † 24. April 1547 in der Schlacht bei Mühlberg) war Buchdrucker in Wittenberg und Straßburg. Teilweise wird er auch unter Krafft oder Crato Mylius gelistet.

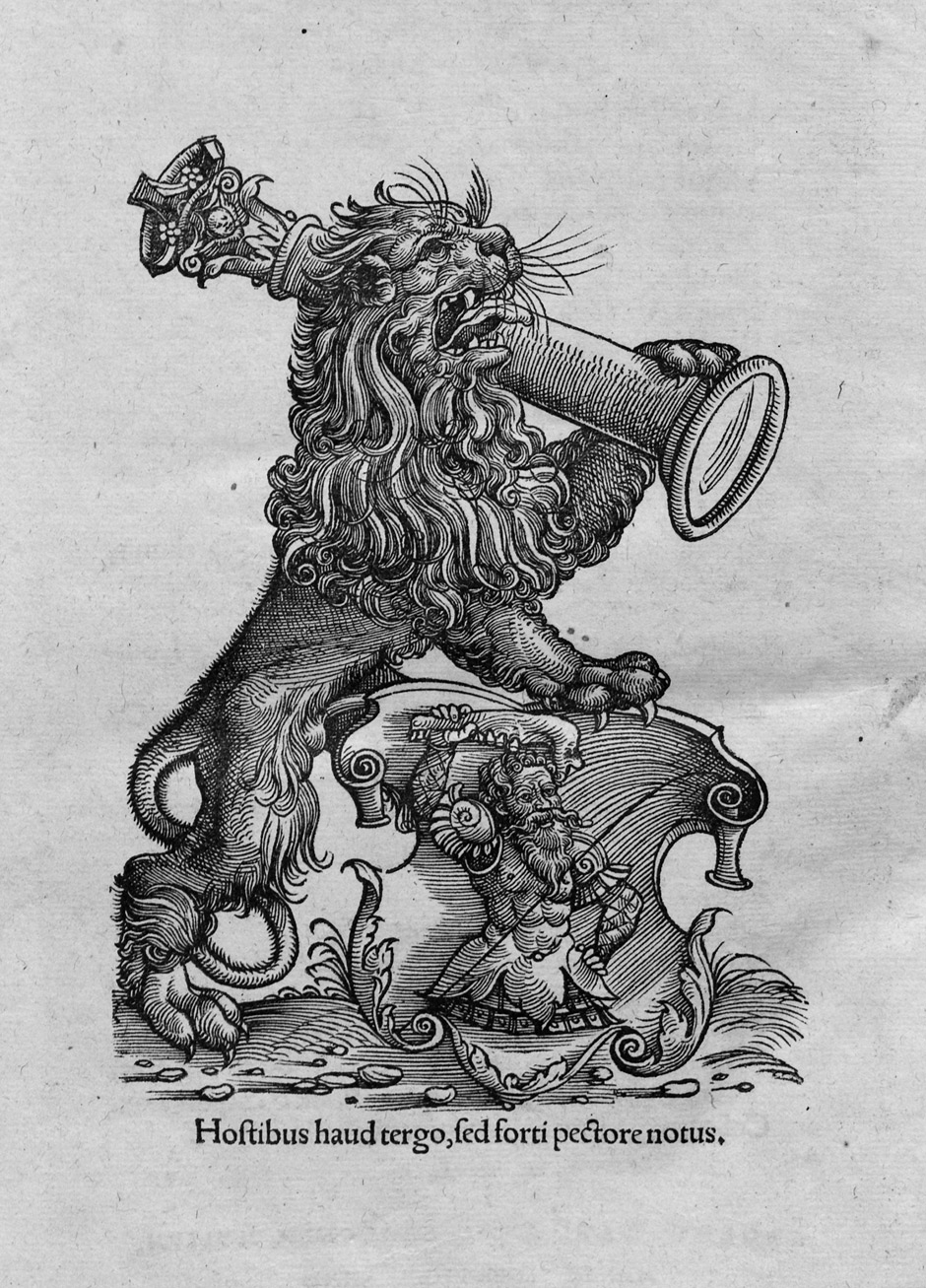
Druckermarke des Kraft Müller, um 1538–1540

## Leben und Werk
Müller wurde um 1503 als Sohn von Gregor Müller und Otilia Kraft geboren. Er besuchte die Lateinschule Schlettstadt und wurde 1523 in Wittenberg immatrikuliert. Hier war er Schüler Philipp Melanchthons. 1536 übernahm Müller die Offizin Georg Ulrichers. Im VD 16 sind etwa 130 Drucke Müllers nachgewiesen.
Nach seinem Tod in der Schlacht bei Mühlberg führte seine Witwe die Druckerei zunächst alleine weiter.